# Captivity
Captivity er en amerikansk thriller med Elisha Cuthbert i hovedrollen som Jennifer Tree. Den premierede 22. juni 2007 i Storbritannien, Spanien og Argentina, og 13. juli i USA. Den blev udgivet på dvd den 30. oktober 2007.

## Eksterne Henvisninger
- Captivity på Internet Movie Database (engelsk)
- Captivity på Filmdatabasen
- Captivity på AlloCiné (fransk)
- Captivity på MovieMeter (nederlandsk)
- Captivity på AllMovie (engelsk)
- Captivity hos American Film Institute (engelsk)
- Captivity på Turner Classic Movies (engelsk)
- Captivity på The Movie Database (engelsk)
- Captivity på Rotten Tomatoes (engelsk)
- Captivity på Metacritic (engelsk)